# Gevlekte schimmelkever
De gevlekte schimmelkever  (Scaphidium quadrimaculatum) is een kever uit de familie kortschildkevers (Staphylinidae).

## Naam en indeling
De wetenschappelijke naam van de soort werd voor het eerst voorgesteld door Guillaume-Antoine Olivier in 1790. De soortaanduiding quadrimaculatum betekent vrij vertaald 'viervlekkig'; quadri (quattuor) = vier en maculatus = vlek.

## Uiterlijke kenmerken
De kever bereikt een lichaamslengte van ongeveer 4,5 tot 6 millimeter. Ondanks het feit dat de soort tot de kortschildkevers behoort heeft de gevlekte schimmelkever een sterk afwijkende lichaamsbouw. Vrijwel alle kortschildkevers hebben een langwerpig en relatief slank lichaam, de gevlekte schimmelkever echter heeft een ovale lichaamsvorm. De kop is vrijwel rond, het pronotum of halsschild sluit naadloos aan op de dekschilden. De eerste twee achterlijfssegmenten steken uit onder de dekschilden. Het gehele lichaam heeft een diepzwarte kleur, inclusief de kop en poten. Op de dekschilden zijn vier rode vlekken aanwezig, twee aan de achterzijde en twee aan de voorzijde. De vlekken raken elkaar niet op het midden. De antennes zijn grotendeels zwart op de basisleden na die een roodzwarte kleur hebben. De antennes hebben elf segmenten, naar het uiteinde toe steeds breder worden.
De poten zijn lang en dun en hebben een zwarte kleur. De schenen dragen rijen scherpe stekels, de tarsus bestaat uit vijf leden die ongeveer even lang zijn. De tarsi eindigen in kleine, gelijkvormige klauwtjes.

## Levenswijze
De kever kan vanaf de lente worden aangetroffen in de buurt van rottend hout dat geïnfecteerd is met schimmels. Soms worden de dieren in groepjes aangetroffen in geschikte biotopen, zoals omgevallen bomen. De volwassen kevers blijven tot in de herfst actief. Op het menu staan verschillende schimmels die vaak op enige hoogte in bomen worden gegeten of soms op de bodem.

## Verspreiding en habitat
De gevlekte schimmelkever komt voor in delen van Europa tot in zuidelijk Scandinavië en westelijk tot Groot-Brittannië. Daarnaast komt de soort voor in Noord-Afrika en het Midden-Oosten. De habitat bestaat uit gebieden met veel dood hout voor de ontwikkeling van de larven, zoals loofbos- of gemengde bossen, parken en tuinen.